# Digital diktering
Digital diktering er en metode til at foretage indspilning og redigering af det talte ord i realtid. Optagelsen sker ved brug af en digital optager. Digital optager er lettere og har en længere batterilevetid samt er i stand til at optage meget længere i forhold til analoge bånd-baserede diktafoner. Filerne er genereret med digitale optagere og varierer i størrelse (k/bit eller m/bit) afhængig af producenten og i hvilket format brugeren vælger. De mest almindelige filformater, digitale optagere benytter er WAV, WMA og MP3. Rigtige diktatmaskiner optager i DSS og DS2 format. Filformaterne DSS og DS2 komprimerer lyd og giver mulighed for større mobilitet. Herudover er der langt flere fordele ved digital diktering frem for traditionel analog baseret diktering:
- Brugeren kan øjeblikkeligt spole frem eller tilbage til et givent tidspunkt i dikteringen for at lytte til dikteringen eller for at redigere i denne.
- Den vilkårlige tilgang til digital lyd giver mulighed for at indsætte ny lyd på et hvert tidspunkt uden hermed at overskrive tidligere indtalt lyd.
- Diktafonen producerer en fil, der kan overføres elektronisk, fx via WAN, LAN, USB, e-mail, telefoni, BlackBerry, FTP, mv.
- Omfangsrige diktater kan deles mellem flere forskellige sekretærer eller maskinafskrivere.
- Lyden kan være CD kvalitet således at afskrivningen gøres hurtigere og mere nøjagtig.
- Digital diktering giver mulighed for at rapportere om mængde eller type af diktat og om en transskription er udestående eller afsluttet inden for en organisation.

Diktatlyden kan optages i forskellige lydformater. De fleste digitale dikterings systemer benytter en datakorrumperende form for lydkomprimering, der er baseret på taletragtens modellering for at minimere plads på harddisken og optimereudnyttelsen af netværket hvorpå filerne overføres mellem brugere. (Bemærk venligst at WAV ikke er et lydoptagelsesformat men et filformat der har en lille eller ingen indkodnings hastighed (kbit/s), størrelse eller lyd kvalitet på den endelige fil.
Digital diktering er forskellig fra talegenkendelse hvor lyden analyseres af computeren ved hjælp af en tale algoritme i forsøget på at transskribere dokumentet. Med digital diktering kan der benyttes digital transskriptionssoftware i konverteringsprocessen fra digital lyd til tekst. Dette er typisk kontrolleret af en fodpedal der tillader transkribenten af trykke ”Play”, ”stop” eller at spole frem og tilbage i diktaten.